# Заамурец
Заамурец — русская железнодорожная боевая машина (моторный броневой вагон, мотоброневагон, МБВ ), состоявшая на вооружении железнодорожных войск Вооружённых сил Российской империи.
В литературе также встречается классификация Заамурца как самоходного броневагона, броневой летучки, моторизованного броневагона и даже (что неверно) бронепоезда. На создание трех МБВ Русским военным ведомством был отпущен кредит 141 000 рублей.

## История создания
С началом первой мировой войны идея применения более мобильных железнодорожных броневых машин в русской армии получила новый импульс. Многие офицеры, имевшие хорошую подготовку, стали предлагать оригинальные решения. Было много предложений по совершенствованию вооружения и военной техники, в том числе и железнодорожной. Моторные броневые дрезины (БД) и вагоны стали создаваться непосредственно в Русской армии силами железнодорожных войск:

«… Значительный вес поезда ставит его во всецелую зависимость от состояния рельсового пути в тылу поезда, и в то же время бронепоезд представляет собою удобную цель для неприятельского орудийного огня…

… Указанные выше недостатки бронепоезда, необходимо связанные с самой сущностью его, не могут быть устранены и были побудительной причиной к созданию нового типа легкой и подвижной механической единицы — моторной бронированной пулемётной дрезины типа 12-го железнодорожного батальона, проект таковой дрезины вместе с пояснительной запиской и проектом инструкции при сем представляется...».— Выдержка из письма, отправленного в ноябре 1915 года
на имя руководства военно-дорожного отдела Управления военных сообщений
командиром 12-го железнодорожного батальона полковником Фуриным.
К осени 1915 года начальник отдела железнодорожных войск и полевых железных дорог управления военных сообщений Юго-Западного фронта подполковник Бутузов предложил проект броневого самоходного вагона. Который, по задумке автора проекта, должен быть лишен всех недостатков, присущих бронепоездам типа 2-й Заамурской железнодорожной бригады и броневым дрезинам, применявшихся против германца с сателлитами, а именно — больших размеров и массы, что влияли на заметности бронепоезда (БП), вызванной как габаритами, так и клубами вырывающегося из трубы дыма и пара, небольшой скоростью и подвижностью и неудобства управления огнём при повреждении связи с бронеплощадками, а в отношении БД — отсутствие пушечного вооружения и недостаточная броневая защита.
В 1-й Заамурской железнодорожной бригаде, бывшая Заамурская железнодорожная бригада, были воплощены в жизнь подобные предложения. В январе 1916 года 4-я рота 1-го отдельного железнодорожного батальона 1-й Заамурской железнодорожной бригады под командованием капитана Крживоблоцкого в Одесских мастерских Юго-Западной железной дороги (по другим данным в мастерских Русского общества пароходства и торговли) приступила к постройке самоходного броневого вагона, по проекту начальника военно-дорожного отдела Юго-Западного фронта подполковника Бутузова и инженеров-технологов прапорщиков Табуре и Кельчицкий (консультировали строительство профессора Верхоманов и Косицкий) который стал новинкой вооружения и броневой техники того времени. МБВ был назван «Заамурец». Процесс строительства изделия контролировало командование в лице генерал-майора М. В. Колобова. Еженедельно в Ставку Верховного Главнокомандующего отправлялись доклады о состоянии работ и отчёты о расходовании выделенных денежных средств. Работы завершены в октябре, а 16 ноября СБВ отправлен для показа в Ставку.
Зимой и весной 1917 года МБВ «Заамурец» с экипажем использовался как зенитная самоходная установка в полосе обороны 8-й армии Юго-Западного фронта, летом принимали участие в боях, а в сентябре был отправлены в Одессу, где их и застал Октябрьскую социалистическую революцию.
В январе 1918 года  одесские большевики подняли восстание, в котором принял участие и экипаж МБВ «Заамурец», внёсший вклад в перелом в боевых действиях, который наступил 16 января, когда на стороне восставших в бой вступили корабли Черноморского флота — «Синоп», «Ростислав», крейсер «Алмаз», начавшие огнём своей артиллерии обстреливать позиции гайдамаков и юнкеров, выступивших на стороне Киевской центральной рады. Со стороны железнодорожной станции Одесса-Товарная на гайдамаков наступал самоходный броневой вагон «Заамурец».
В конце февраля МБВ попал в руки банды анархистов, которая, разъезжая на нём по Юго-Западной железной дороге взимала «контрибуции в пользу Советской власти», но революционные матросы под командой А. В. Полупанова, в начале марта, отбили «Заамурец» и стали его использовать в составе бронепоезда № 4 «Свобода или смерть» («Полупановцы»). До мая 1918 года МБВ с бронепоездом № 4 «Свобода или смерть», действовали в районе городов Одесса и Мелитополь. С начала июня этого же года на Восточном фронте Гражданской войны. Участник боёв в Симбирской губернии в июне — июле 1918 года. В Мелекессе устанавливал Советскую власть. МБВ и бронепоезд № 4 участвовали в боях под Сызранью и Бугульмой. 22 июля бой за город Симбирск был проигран, МБВ и бронепоезд были оставлены, мотоброневагон «Заамурец» с БП, был захвачен чехословаками в Симбирске и использовался в составе броневого поезда чехословацкого корпуса «Орлик» после модернизации (в связи с отсутствием боеприпасов к 57-мм орудиям Норденфельда произвели замену трехдюймовками 1902 года ). Обеспечивал безопасность движения по Транссибирской магистрали летом 1919 года.
После ухода чехословаков на родину из Владивостока, «Заамурец» в составе «Орлика» попадает к японцам, а те передали его белогвардейцам. Он оставался во Владивостоке до осени 1921 года, а затем вместе с другими БП Белой гвардии уведён в Харбин в эмиграцию. Встречается информация что в 1930 или 1931 году  «Заамурец» был захвачен японцами в Китае.

## Описание конструкции
«Вам предложено сделать 2 бронированных моторных вагона, по одному на Северный и Западный фронты. Вкратце устройство таково: на длинной арбелевской платформе помещается: первое — вооружение, два 57-мм орудия на тумбах и 14 пулемётов, и второе — механическая часть, состоящая из бензинового двигателя автомобильного типа, динамо-машины с передачей на автоматический тормоз, электрическое освещение, вентиляция, прожектор и прочее. Первостепенное преимущество перед всеми другими бронепоездами: первое — начальник поезда все видит и всем распоряжается: личным составом, движением вагона, работой орудий и пулемётов; и второе — небольшая цель: всего семь сажень длины, отсутствие пара, дыма и шума при движении»— Депеша на имя начальника УВОСО Западного фронта генерал-майора Кислякова
МБВ состоял из трех основных отсеков: концевых пулемётных и наблюдательных камер; орудийных камер и центрального каземата.

### Корпус и башни
Моторный броневой вагон — полностью бронированный вагон со смешанным вооружением. Несущий корпус мотоброневагона склепан на швеллерах и уголках и установлен на двух поворотных пульмановских тележках.

### Вооружение

#### Основное
Основное вооружение моторного броневого вагона составляли два береговых орудия конструкции Норденфельда, калибром 57-мм, имевшие высокую скорострельность — 60 выстрелов в минуту, на лафете специальной конструкции, имевшими угол обстрела по вертикали от -10 до +60 градусов. В конце 1918 — начале 1919 годов, в связи с отсутствием 57-мм снарядов, орудия заменили на 2 3-х дюймовых (76,2-миллиметровых) образца 1902 года.

#### Вспомогательное
Вспомогательное вооружение МБВ составляли 12 пулемётов Максим.

#### Зенитное
Основное зенитное вооружение МБВ - два береговых 57-мм орудия Норденфельда, имевшие высокую скорострельность — 60 выстрелов в минуту и угол обстрела по вертикали от - 10 до + 60 градусов, с 2 комлектами дальномеров системы Холодовского для стрельбы по воздушным целям.

### Двигатель и трансмиссия
Два итальянских бензиновых двигателя "Фиат" и "Флоренция" по 60 л.с., 2 коробки скоростей (коробки передач), 2 реверсных муфты, 2 карданные передачи.

### Экипажная часть
Экипажная часть мотоброневагона из двух двухосных тележек, 2 движущих и 2 поддерживающих осей.

## Оценка проекта
На момент создания мотоброневагон «Заамурец» - единственный в России (еще имелся мотоброневагон Шобера в Австро-Венгрии) и поэтому лучший образцец железнодорожной боевой машины такого типа. По основополагающим показателям, как маневренность, небольшой силуэт, отсутствие дыма и управлению всем экипажем в одном месте, «Заамурец» превосходил прежние бронепоезда , а по огневой мощи бронедрезины (2 пушки и 12 пулеметов против 2-4 пулеметов у бронедрезин), по защищённости не уступал бронепоездам и превосходил бронедрезины (10 - 16 мм против 8 мм у бронедрезин).
Его конструкция оказалась удачной и во многом опередила своё время. МБВ «Заамурец» был настолько популярен в то время, что его изобразили на одной из трех почтовых марок, которые выпустили чехословаки во время своей войны в России. 
| Второй выпуск почтовых марок Чехословацкого корпуса (1920) |
| --- |
| |
| 25 копеек — урна на фоне иркутской Князе-Владимирской церкви, 50 копеек — силуэт «Заамурца»—«Орлика», 1 рубль — силуэт чешского чешского легионера. (Mi #1-3; Yt #1-3) |